# Нуртаза, Самат Русланович
Самат Русланович Нуртаза (каз. Самат Русланұлы Нұртаза; род. 9 марта 1982 года, Талды-Курган, Талды-Курганская область, Казахская ССР, СССР) — казахстанский общественно-политический деятель. Депутат Мажилиса Парламента Казахстана VIII созыва.

## Биография
Происходит из племени найман.
В 2003 году окончил факультет международных отношений Казахского национального университета имени аль-Фараби.
2005—2007 гг. — преподаватель Казахского университета международных отношений и мировых языков имени Абылай хана.
2007—2009 гг. — преподаватель Университета иностранных языков и деловой карьеры.
2009—2011 гг. — руководитель филиала Центрально-азиатского университета.
2012—2014 гг. — руководитель международного центра АО «Академия гражданской авиации».
В 2014—2017 годах учился на магистратуре по программе «Болашак» в городе Шеффилд (Великобритания).
2017—2019 гг. — руководитель отдела по работе со СМИ в РТРК «Qazaqstan».
2019—2021 гг. — руководитель центра по работе со СМИ в Институте евразийской интеграции.
2022—2023 гг. — заместитель директора РГУ «Қоғамдық келісім».
С 29 марта 2023 года — депутат Мажилиса Парламента Республики Казахстан VIII созыва по партийному списку партии «Аманат», член комитета по международным делам, обороне и безопасности.

## Награды
- Орден «Курмет»
- Медаль «За трудовое отличие» (Ерен еңбегі үшін)